# 鍾德 (南音)
鍾德（1860年—1929年）:114，人稱盲德，同行尊稱德師、德叔，廣東東莞人，廣州瞽師（男性失明藝人），擅唱南音，歌藝上有「盲公狀元」稱號。

## 生平
鍾德終其一生都以廣州為常居地。他幼年時父母雙亡，寄養於親戚家中。因天資聰敏、樣貌端正娟秀，獲廣州富豪孔繼勳家族收為瞽僮，在孔家的別苑嶽雪樓服務。先隨某姑（非失明者）學習音律，後拜著名瞽師北山為師。鍾德長年於嶽雪樓演唱，直至晚年時孔家衰落，才離開孔家四處賣唱或受聘於其他富戶。:114-115
據魯金《粵曲歌壇話滄桑》，鍾德早年曾在廣州西關一個失明藝人唱曲比賽獲得首名，故得「盲公狀元」稱號。
據掌故專家魯金，鍾德於1920年代受邀到香港演唱，備受一些富人及文人追捧:164。據吳贛伯，鍾德約於1918年獲武彝茶樓禮聘，首次往香港演出，翌年再獲邀往香港，在愉園演出。

## 風格
鍾德擅長地水南音中的「揚州南音」（「颺舟南音」之以訛傳訛稱呼），一說此腔由他所創，一說非他所創但以他最為精湛。亦有記載指他演唱時以箏拍和，彈奏技巧亦佳。

## 作品
鍾德擅長《紅樓夢》題材的曲目。據學者梁培熾，鍾德在嶽雪樓時所唱的曲目，是孔家中的文人所作:118，但據魯金之說，鍾德的紅樓夢曲目，乃是出自古本南音《紅樓夢》二十四曲，只有一首《祭瀟湘》與二十四曲中的《哭瀟湘》詞句意境截然不同:159。吳贛伯之說則與魯金相近，他指廣州以文堂曾出版南音《紅樓夢》二十四曲，當時的失明藝人通常依照此本演唱，唯獨鍾德自行修改曲詞，並將《哭瀟湘》易名為《祭瀟湘》。

### 歌集《今夢曲》
1918年（民國七年）或1919年:118，《香港華字日報》總編輯勞緯孟輯錄其中六首成歌集《今夢曲》出版。曲目如下：
- 黛玉焚稿
- 寶黛談禪[5]
- 瀟湘聽雨
- 瀟湘琴怨
- 晴雯別園
- 尤二姐辭世

### 歌集《增刻今夢曲》
後白蓮選又收集得八首，於1920年出版《增刻今夢曲》。曲目如下：:120
- 蘆亭賞雪
- 黛玉葬花
- 夜訪怡紅[5]
- 瀟湘泣玉
- 寶玉逃禪
- 顰卿絕粒

- 黛玉辭世
- 怡紅祝壽
- 附：梅妃宮怨

### 唱片
曾灌錄南音唱片，包括《祭瀟湘》、《晴雯別園》、《瀟湘琴怨》:115、《寶玉相思》:165-167。
香港三棟屋博物館藏有《祭瀟湘》一曲的錄音。

## 家庭
鍾德的妻子名為蓮好，亦擅唱曲。兩人無子，以姪兒過繼。:116

## 徒弟
- 瞽師盲福、盲浩、盲雄三人最為後人所看重。[1]:116
- 瞽者亞賀：跟隨晚年鍾德賣唱，以簫和唱。[1]:115
- 廣州名門子弟盛獻三（盛運策）[2][1]:116